# Resolution 2401 des UN-Sicherheitsrates
Die Resolution 2401 des UN-Sicherheitsrates ist eine Resolution zur Situation in Syrien, die der Sicherheitsrat der Vereinten Nationen am 24. Februar 2018 auf seiner 8188. Sitzung einstimmig angenommen hat. Mit der Resolution fordert der Sicherheitsrat von allen Konfliktparteien in Syrien eine Waffenruhe für die Dauer von mindestens 30 Tagen, um humanitären Helfern den Zugang in die umkämpften Gebiete zu ermöglichen und um Kriegsopfer in Sicherheit bringen zu können. Die Resolution, die von Schweden und Kuwait eingebracht wurde, enthält keine völkerrechtlich bindenden Druckmittel zur Durchsetzung.
Weil um den Wortlaut der Resolution lange gestritten wurde, um Vorbehalten von Russland und des syrischen Staatspräsidenten Baschar al-Assad Rechnung zu tragen, wurde die Abstimmung mehrfach verschoben. Die UN-Botschafterin der Vereinigten Staaten, Nikki Haley, warf Russland vor, die Annahme der Resolution absichtlich verzögert zu haben.
Die geforderte Waffenruhe betrifft auf Verlangen von Russland keine Einsätze, die sich gegen den Daesch, Al-Qaida, al-Nusra und alle anderen Personen, Gruppen, Unternehmungen und Einheiten, die mit Al-Qaida oder Daesch, und allen anderen Terrorgruppen, so wie sie vom Sicherheitsrat bestimmt wurden, liiert sind, richten. Die Forderung Russlands nach einer Genehmigung aller Hilfslieferungen durch die syrische Regierung wurde nicht in die Resolution aufgenommen.
Obwohl die beiden stärksten Gruppen von Kämpfern in Ost-Ghuta nicht auf der UN-Terrorliste stehen, erläuterte Russlands Außenminister Sergei Lawrow am 26. Februar 2018, dass die Waffenruhe in keiner Weise die Aktionen der syrischen Regierung mit Unterstützung der russischen Föderation gegen alle Terrorgruppen betrifft, und dass dies auch für die Milizen in Ost-Ghuta gelte, die Verbindungen zur Nusra-Front unterhielten.

## Hintergrund
Zu der Resolution war es gekommen, nachdem syrische Regierungstruppen in der Woche vor dem Zustandekommen der Resolution verstärkt Angriffe auf Ost-Ghuta führten, wo sich, unbestätigten Zeitungsberichten zufolge, zum damaligen Zeitpunkt angeblich mindestens 400.000 Zivilisten aufgehalten haben. Durch diese Angriffe sollen bis zur Abstimmung über die Resolution mindestens 500 Zivilpersonen getötet worden sein.